# Percentil
Percentil er en opdeling i hundrededele – altså hundredele af et mål – meget lig procent.
Man kan tale om f.eks. den 1. percentil, der rummer den første procent af et mål:
- For tallet 100 vil den 1. Percentil være tallet mellem 1 og 2, da denne rummer den første hundrededel – tallene fra 0 til 1.
- For tallet 100 vil den 2. percentil være tallet mellem 2 og 3, da denne rummer den anden hundrededel – tallene fra 1 til 2.
- For tallet 100 vil den 3. percentil være tallet mellem 3 og 4, da denne rummer den tredje hundrededel – tallene fra 2 til 3.

Det er vigtigt at bemærke, at percentilen beskriver det tal, som afskærer hundrededelene, mens den rummer en hundrededel.